# Adolfo Castells
Adolfo Castells Mendívil (Montevideo el 23 de mayo de 1937 - 12 de julio de 2016) fue un escritor, periodista y diplomático uruguayo.

## Biografía
De ascendencia catalana, su abuelo fue el poeta y comerciante Jaime Castells.
Estudió Ciencias Políticas en el Instituto de Estudios Políticos de París, obteniendo un posgrado en Altos Estudios Internacionales en la Universidad Complutense de Madrid.
Ingresa al Servicio Exterior del Uruguay en 1962. Desempeñó funciones en Washington, Roma, San Pablo, París, Madrid y Londres; y fue embajador en Lagos (Nigeria), Buenos Aires, Quito, ALADI (Montevideo) y la Unesco (París). Fue Ministro interino de Relaciones Exteriores, Subsecretario, Secretario General y Director de la Escuela Diplomática. Además, se desempeñó como Presidente de la Comisión Administradora del Río de la Plata y Asesor Especial del Presidente de la República, Dr. Julio María Sanguinetti. Periodista de varios medios latinoamericanos y uruguayos, publicó un compendio con sus notas El Anonimato y la Notoriedad. Fragmentos de una labor periodística, (Artes Gráficas Señal, Quito,1992).
En 2010 adhirió al movimiento Concertación Ciudadana, cuyo Comité Ejecutivo integra.

## Obras
- Crisis del Sistema Monetario Internacional. IASE, Montevideo, 1973.
- La cláusula de la Nación más Favorecida en las Relaciones Comerciales Desarrollo-Subdesarrollo. Ediciones RI, París, 1974.
- La Concepción Clásica de las Relaciones Internacionales. Instituto de Estudios Políticos, Madrid, 1976. (Tesis para el diploma de Altos Estudios Internacionales de la Universidad Complutense de Madrid, publicada por el Instituto)
- La Concepción Marxista de las Relaciones Internacionales. Instituto de Estudios Políticos, Madrid, 1977.
- La ONU, las Guerras y las Medias Paces. Arca, Montevideo, 1994.
- Niño Bien (Novela). Ediciones Liris, Montevideo, 1998.
- La Gran Ilusión. El Progresismo Uruguayo. Artemisa Editores, Montevideo, 2006.
- Carnaval y Populismo Autoritario. La Realidad del Progresismo Uruguayo. Artemisa Editores, Montevideo, 2007.
- Manual para Indecisos. Elecciones Uruguayas 2009. Artemisa Editores, Montevideo, 2009.